# Bąkowa Góra (wzniesienie)
Bąkowa Góra – wzniesienie o wysokości 279,81 lub 282 m n.p.m. (jedno z najwyższych na Wzgórzach Radomszczańskich po Diablej Górze i Wzgórzu Czartoryja). Znajduje się w zachodniej, skrajnej części wsi Bąkowa Góra (powiat opoczyński), na jego stokach stoi zamek w Bąkowej Górze i dworek Małachowskich. Leży w granicach otuliny Sulejowskiego Parku Krajobrazowego.
Najwyższy punkt wzniesienia znajduje się w pobliżu zamku, po jego lewej stronie patrząc od strony dworku. Rozpościera się z niego widok na dolinę Pilicy i Pasma Przedborsko-Małogoskiego. Bąkowa Góra pokryta jest częściowo parkiem.